# Juspa Schammes
Juspa Schammes (* 14. Februar 1604 in Fulda; † 5. Februar 1678 in Worms) war Chronist der Jüdischen Gemeinde Worms und Schriftsteller.

## Leben

### Persönliches
Er wurde als Sohn von Rabbi Juda in Fulda geboren. 1625 heiratete er die Wormser Jüdin Breunge oder Faierchen (* vor 1610; † 8. August 1688), Tochter von Michel und Güttle, die im Haus „Zur hinteren Sichel“ in der Judengasse in Worms wohnten. Juspa und seine Frau hatten fünf Kinder:
- Elieser Liebermann († nach 1696)
- Jakob († 1667)
- Israel Moses Sanwil († 1699)
- Tamar († 1666)
- Mindele († 1723)

Juspa Schammes war mit David Oppenheimer befreundet. Juspa Schammes starb 1678 und wurde auf dem Heiligen Sand bestattet. Sein Grabstein ist nicht erhalten und wurde wohl im Zweiten Weltkrieg zerstört.

### Ausbildung und Werk
Am 14. August 1617 beging er seine Bar Mitzwa. 1620 studierte er in der Jeschiwa in Fulda bei Rabbi Pinchas Levi Hurwitz aus Prag. 1623 kam er in der Folge des ebenfalls aus Fulda stammenden Elia ben Mosche Loanz (1555 oder um 1564 bis 1636), genannt Baal-Schem, nach Worms, um bei dem bekannten Kabbalisten an der dortigen Jeschiwa weiter zu studieren.
In der Jüdischen Gemeinde Worms nahm er zahlreiche Aufgaben wahr. Er war Schammes und Schreiber. In letzterer Funktion stellte er offizielle Schriftstücke aus, so etwa Scheidebriefe, und war amtlicher Zeuge bei geschäftlichen Transaktionen. Er fertigte Transkriptionen für Rabbi Moses Simson Bacharach (1607–1670), der seit 1650 Rabbi in Worms war. Darüber hinaus war Juspa wohl auch als Toraschreiber tätig und konnte, wenn erforderlich, schächten und Beschneidungen vornehmen.
Bekannt wurde er durch seine schriftstellerische Tätigkeit, von der allerdings zu seinen Lebzeiten im Druck noch nichts erschien: Er sammelte Bräuche, Gewohnheiten, Musik, Geschichten zu und über die Wormser Gemeinde und schrieb sie auf. Diese Aufzeichnungen sind heute eine hoch wertvolle Primärquelle zum Wormser Judentum in der Frühen Neuzeit. Seine Hauptwerke sind:
- Das Sefer Ma’aseh Nisim, eine Sammlung örtlicher Sagen und Legenden, die sein Sohn Elieser Liebermann nach dem Tod des Vaters, als er nach der Zerstörung von Worms im Pfälzischen Erbfolgekrieg 1689 im Exil in Amsterdam lebte, herausgegeben hat.[12] Das Buch erschien im 17. und 18. Jahrhundert in zahlreichen Auflagen.[13] Das Originalmanuskript ist nicht mehr vorhanden, sodass unklar ist, ob Juspa den Text in Hebräisch oder Jiddisch verfasst hat.[14] Die gedruckte Version enthält 25 Geschichten, von denen zwei Zugaben von Elieser Liebermann sind.
- Das Minhagbuch, eine Sammlung von Gebräuchen der jüdischen Gemeinde in Worms. Es enthält die örtlich gebräuchlichen liturgischen Vorschriften, die Gebräuche der jährlich sich wiederholenden Feste und der Übergangsriten im Laufe des menschlichen Lebens. Darüber hinaus hielt Juspa Schammes aktuelle Ereignisse fest.[15] Von dem Minhagbuch sind drei – voneinander abweichende – Manuskripte bekannt:
  - Ein Exemplar besaß ursprünglich David Oppenheimer. Es befindet sich heute in der Bodleian Library in Oxford (Codex Oxford 909).[16] Dieses ist als Faksimile bei Eidelberg wiedergegeben.[17]
  - Ein weiteres Exemplar befand sich im Besitz der Amsterdamer Familie Lehren und wurde nach einer Versteigerung,[18] 1899 an A. Epstein verkauft[19] befand sich in den 1980er Jahren im Besitz einer Familie in Jerusalem[20] und soll inzwischen ebenfalls in die Bodleian Library in Oxford gelangt sein.[21]
  - Ein drittes Exemplar befindet sich im Eigentum der Jüdischen Gemeinde Mainz und als Leihgabe im Museum Raschi-Haus in Worms.[22] Es wurde gerettet, weil der letzte Rabbiner von Worms, Helmut Frank (Jakob bar Israel), es bei seiner Emigration in die USA 1938 mitnehmen konnte.[23] 1972 hat er es an die Jüdische Gemeinde Mainz, Rechtsnachfolgerin der Jüdischen Gemeinde Worms, zurückgegeben.[24]
- Das Pinkas HaKehila ist ein Verzeichnis beurkundeter Geschäftsverträge. Die Zuweisung der Autorenschaft zu Juspa Schammes ist wohl strittig.[25] Eidelberg gibt Einträge aus den Jahren 1656 bis 1659 wider.[26]

### Werke
- Ma’aseh Nis.
Elieser Li[e]berman (Hrsg.): Sefer Ma’aseh Nisim.[27]
  -  das s̀efer heiśt darum (maʿaśe nissîm) den es werėn darinen farzėlt großė (nissîm u-niflāʾôt) as geschehen seinen …. Ascher Ansch el Ben-Elieser, Amsterdam 1696.
  - dsgl. Amsterdam 1723.
  - dsgl. Homburg 1725.
  - dsgl. Fürth 1767.
  - dsgl. Sulzbach 1767.
  - dsgl. zwei Ausgaben, Frankfurt an der Oder 1702.
  - dsgl. Offenbach (am Main) 1777.
  - Samson Rothschild: Aus Vergangenheit und Gegenwart der Israelitischen Gemeinde in Worms. 7. Auflage. J. Kaufmann, Frankfurt 1929.[28]
  - Auch in: Eidelberg: R. Juspa. S. 53–93.
  - Fritz Reuter, Ulrike Schäfer: Wundergeschichten aus Warmeisa. Juspa Schammes, seine Ma'asseh nissim und das jüdische Worms im 17. Jahrhundert. Warmeisa, Worms 2007, ISBN 978-3-00-017077-5 (die Wiedergabe basiert auf der Übersetzung von Samson Rothschild[29])
- Minhagbuch:
  - Auch in: Eidelberg: R. Juspa. S. 17–45 (englisch).
  - Isaak Holzer: Aus dem Leben der alten Judengemeinde zu Worms. In: Ernst Róth: Festschrift zur Wiedereinweihung der Alten Synagoge zu Worms. Ner Tamid Verlag, Frankfurt am Main 1961, S. 202–213.
  - Yair Hayim ben Moshe Shimshon Bacharach (Hrsg.): Wormser Minhagbuch des R. Jousep (Juspa) Schammes: Nach Handschriften des Verfassers zum ersten Male vollständig. Mifal Torahth Chachmey Aschkenaz / Machon, Jerusalem 1988. 1. Band 1988; 2. Band 1992. (Hebräisch)
- Pinkas HaKehila (Buch der Geschäftsverträge). Auszugsweise in: Eidelberg: R. Juspa. S. 97–108.